# Kolinda Grabar-Kitarović
Kolinda Grabar-Kitarović (født 28. april 1968 i Rijeka i Kroatien (daværende SR Kroatien, Jugoslavien)) er en kroatisk diplomat og politiker (HDZ). Fra 19. februar 2015 til 18. februar 2020 var hun Kroatiens præsident.
Har arbejdede fra  2011 som diplomat ved NATO som assisterende generalsekretær. Hun var den første kvinde på denne post i NATO. I 2005-2008 var hun Kroatiens udenrigsminister. Grabar-Kitarović vandt præsidentvalget i Kroatien den 11. januar 2015.
Grabar-Kitarović blev født i 1968 i Rijeka i det daværende Jugoslavien. Under dele af sin ungdom boede hun i USA, hvor hun afsluttede High school på Los Alamos High School i Los Alamos i New Mexico. Herefter fortsatte hun med at studere ved fakultetet for humaniora og samfundsvidenskab ved Zagrebs universitet hvor hun i 1992 tog eksamen i engelsk og spansk. Senere tog hun eksamen i internationale relationer fra det  statsvidenskablige fakultet ved Zagrebs universitet. I 1995-1996 gennemgik hun uddannelse som diplomat ved Wiens diplomatiske akademi.

## Eksterne links
- Wikimedia Commons har flere filer relateret til Kolinda Grabar-Kitarović

| Efterfulgte: Ivo Josipović | Kroatiens præsident 2015-2019 | Efterfulgtes af: Zoran Milanović |